# 柔毛紫茎
毛折柄茶（学名：Stewartia villosa）也称南昆折柄茶、毛折柄茶、短叶毛折柄茶，为山茶科紫茎属下的一个种。